# Mauricio Lovera
Mauricio Alejandro Lovera (ur. 14 lutego 2001) – argentyński zapaśnik walczący w obu stylach. Zajął piąte miejsce na igrzyskach Ameryki Południowej w 2022, a także na igrzyskach panamerykańskich w 2023. Brązowy medalista mistrzostw panamerykańskich w 2023 i 2024. Srebrny medalista mistrzostw Ameryki Południowej w 2019 roku.